# Musculus dorsalis obliquus medialis prosoma
Musculus dorsalis obliquus medialis prosoma, mięsień DL2, mięsień 2 (pl. mięsień grzbietowy skośny środkowy prosomy) – mięsień występujący w prosomie skorpionów.
Mięsień ten bierze swój początek na błonie łącznej między karapaksem, a pierwszym tergitem. Końcowym punktem przyczepu jest tylna część karapaksu.